# Obleganje Charlestona
Obleganje Charlestona je bil pomemben spopad in velika britanska zmaga v ameriški revolucionarni vojni, ki se je odvijal v okolici Charles Towna (danes Charleston), glavnega mesta Južne Karoline, med 29. marcem in 12. majem 1780. Britanci so po propadu svoje severne strategije konec leta 1777 in umiku iz Filadelfije leta 1778 preusmerili svojo pozornost na južne kolonije Severne Amerike. Po približno šestih tednih obleganja je generalmajor Benjamin Lincoln, poveljnik garnizije v Charlestonu, predal svoje sile Britancem. To je bil eden najhujših ameriških porazov v vojni.